# Ecques
Ecques (Nederlands: Eske) is een gemeente in het Franse departement Pas-de-Calais (regio Hauts-de-France). De gemeente maakt deel uit van het arrondissement Sint-Omaars. Ecques telde op 1 januari 2022 2.176 inwoners.

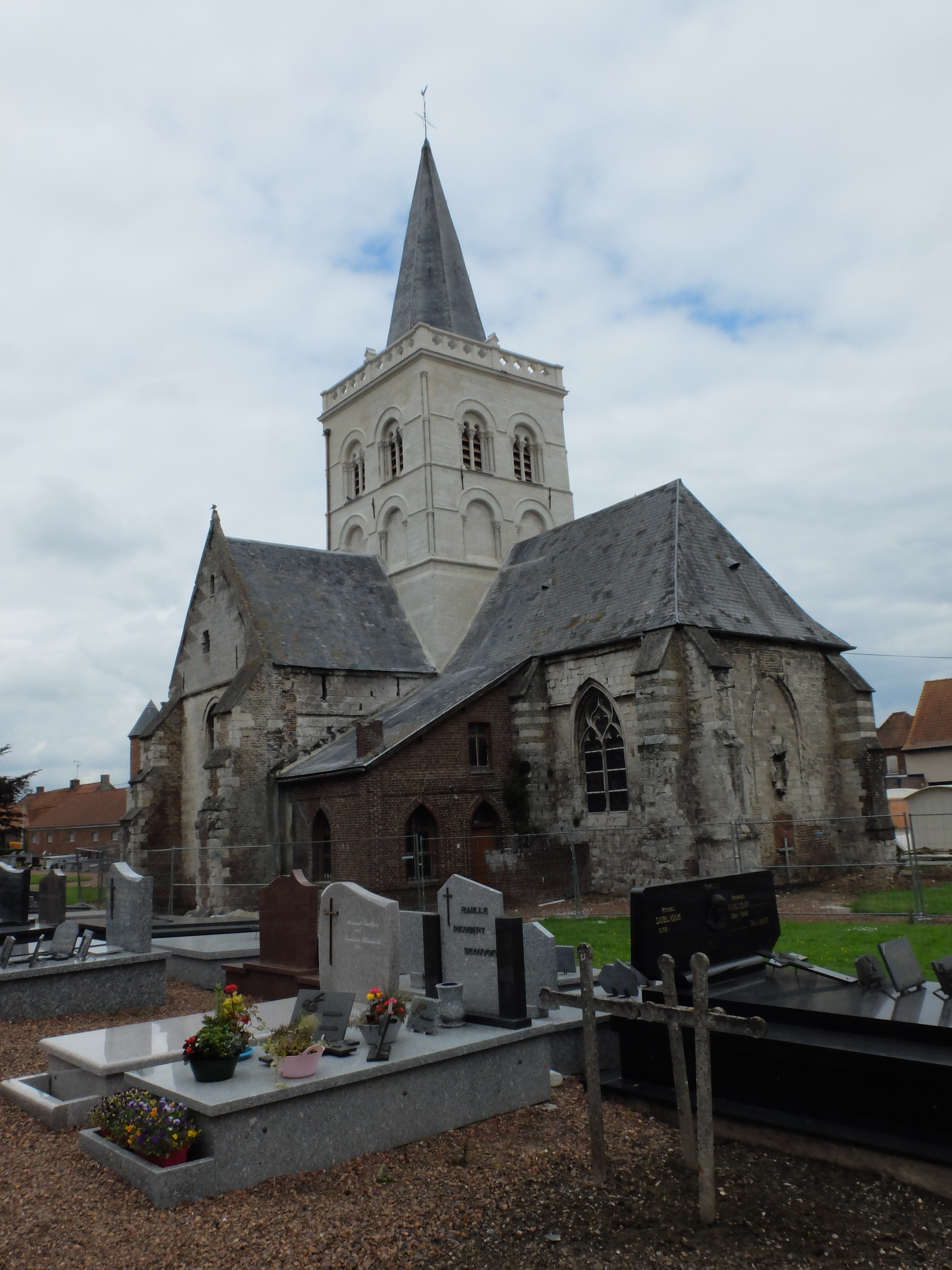
Église Saint-Nicolas

## Geschiedenis
Oude vermeldingen van de plaats dateren uit de 11de eeuw als Hescha en de 12de eeuw als Escha en Eca.
Op het eind van het ancien régime werd Ecques een gemeente. In 1799 werd buurgemeente West-Ecques al opgeheven en aangehecht bij Ecques. West-Ecques had na de Franse Revolutie zijn parochiekerk verloren en vormde een kern met Ecques.

## Geografie
De oppervlakte van Ecques bedroeg op 1 januari 2022 12,59 vierkante kilometer; de bevolkingsdichtheid was toen 172,8 inwoners per km². West-Ecques, vroeger een aparte parochie, vormt een geheel met het dorpscentrum van Ecques. In het zuiden van de gemeente ligt het gehucht Cauchie d'Ecques, in het westen het gehucht Mussent en in het noordoosten de gehuchten le Rons, Coubronne, la Sablonnière en Islenghem.
De onderstaande kaart toont de ligging van Ecques met de belangrijkste infrastructuur en aangrenzende gemeenten.

## Bezienswaardigheden
- De romaanse Église Saint-Nicolas heeft een zware vieringtoren en een verbouwing (1660 op de gevel) aan de westgevel waarbij twee ronde kleine hoektorentjes zijn toegevoegd. 16de-eeuwse standbeelden van Sint-Cornelius en van de Maagd met Kind en 17de-eeuse standbeelden van Sint-Antonius en van Sint-Pieter werden in 1980 geklasseerd als monument historique. Het 17de-eeuws tabernakel en het bijhorend altaar, altaarhemel en retabel uit de 17de en 18de eeuw werden in 1983 geklasseerd.
- Op het kerkhof van Ecques bevinden zich drie Britse oorlogsgraven uit de Tweede Wereldoorlog.

## Demografie
Onderstaande figuur toont het verloop van het inwonertal (bron: INSEE-tellingen).

## Verkeer en vervoer
Net ten westen van de gemeente, op het grondgebied van buurgemeente Inghem, loopt de autosnelweg A26/E15, die er een op- en afrit heeft.
Door het gehucht Cauchie d'Ecques loopt de oude Romeinse weg tussen Terwaan en Kassel.